# Cegielnia-Leśniczówka
Cegielnia-Leśniczówka – osada leśna w Polsce położona w województwie śląskim, w powiecie częstochowskim, w gminie Kruszyna.